# Saxifraga retusa
Saxifraga retusa là một loài thực vật có hoa trong họ Saxifragaceae. Loài này được Gouan miêu tả khoa học đầu tiên năm 1773.